# Stricticollis tobias
Stricticollis tobias – gatunek chrząszcza z rodziny nakwiatkowatych i podrodziny Anthicinae.
Gatunek ten został opisany po raz pierwszy w 1879 roku przez Sylvaina A. de Marseula jako Anthicus tobias.
Chrząszcz o wyraźnie owłosionym ciele. Głowę ma  delikatnie punktowaną, z tyłu zaokrągloną. Przedplecze jest wyraźnie zwężone ku tyłowi, w części przedniej pozbawione guzków, a w części nasadowej z silnym przewężeniem o formie dobrze widocznego wcisku. Ubarwienie głowy i przedplecza jest pomarańczowe do jasnobrązowego, wyraźnie jaśniejsze od koloru tła pokryw. Na odnóżach brak jest długich, sterczących szczecinek. Na wierzchołkach pokryw samców nie występują ząbki. Tylna para odnóży u obu płci pozbawiona jest ząbków na udach i goleniach.
Gatunek kosmopolityczny, znany ze wszystkich krain zoogeograficznych. W Europie stwierdzony został w Portugalii, Hiszpanii, Wielkiej Brytanii, Francji, Belgii, Holandii, Niemczech, Danii, Szwecji, Estonii, Łotwie, Litwie, Białorusi, Austrii, Włoszech, Polsce, Czechach, Słowacji, na Węgrzech, w Mołdawii i Turcji. W Polsce odkryty niedawno, znany z  Pobrzeża Gdańskiego, Pojezierza Mazurskiego, Pojezierza Poznańskiego, Górnego i Dolnego Śląska. Gatunek ten jest w tym kraju w ekspansji i bywa notowany coraz częściej.